# Elisabetta Canalis
Elisabetta Canalis (Sassari, 12 settembre 1978) è una showgirl, modella e attrice italiana.

## Biografia
Dopo la maturità classica, conseguita presso il liceo classico Domenico Alberto Azuni di Sassari, si trasferisce a Milano, per frequentare il corso di laurea in lingue e letterature straniere dell'Università Statale della città, sostenendo solo pochi esami e non conseguendo la laurea; in questo periodo partecipa a vari casting, tra cui quello per il film Il pesce innamorato di Leonardo Pieraccioni.

Da sinistra: Elisabetta Canalis e Maddalena Corvaglia come veline a Striscia la notizia (1999-2002)

Il 27 settembre 1999, oltre a presenziare come valletta ai Telegatti e realizzare uno spot per i cioccolatini M&M's, viene scelta come velina bruna per il programma televisivo Striscia la notizia, telegiornale satirico di Canale 5, fino all'8 giugno 2002, in coppia con la bionda Maddalena Corvaglia.
Le due veline posano quindi per il Calendario sexy 2002, allegato al numero di ottobre 2001 della rivista GQ, che per l'occasione viene posto in vendita al prezzo di 12 000 lire. Dopo aver posato per il calendario della rivista Max, la Canalis diviene valletta in due edizioni del programma tv sportivo di Italia 1 Controcampo, condotto dal giornalista Sandro Piccinini; inoltre, recita nella terza e nella quarta stagione della fiction di Canale 5 Carabinieri. 
Il 28 marzo 2003 prende parte al programma tv Ciao Darwin, sempre su Canale 5, nella categoria "Veline", capitanando la squadra con la collega Maddalena Corvaglia; la squadra avversaria è quella delle "Intellettuali", capeggiata da Irene Pivetti. Sempre nel 2003, in coppia con Federica Fontana, conduce su Italia 1 il programma tv comico Ciro presenta Visitors; un anno dopo prende parte al sequel Super Ciro, sulla stessa rete.
Nel 2004 ha una parte nel videoclip della canzone di Biagio Antonacci Convivendo, girato nel Parco giardino Sigurtà, a Valeggio sul Mincio in Provincia di Verona. Sono da menzionare anche un paio di partecipazioni in produzioni cinematografiche negli Stati Uniti, nei film Deuce Bigalow - Puttano in saldo (2005), di Mike Bigelow, e Decameron Pie (2007), di David Leland: in entrambe le occasioni fa tuttavia poco più che una comparsata.
Nel 2005, conduce per una settimana Striscia la notizia, insieme all'ex collega Maddalena Corvaglia. Nel 2006, in sostituzione di Michelle Hunziker, è protagonista con Fabio De Luigi della seconda stagione della sit-com di Italia 1 Love Bugs, diretta da Marco Limberti. Nel frattempo, partecipa al cine-panettone Natale a New York, diretto da Neri Parenti, è testimonial della TIM nei panni di una tassista, e torna al fianco di Sandro Piccinini in Controcampo Ultimo Minuto all'inizio della stagione 2006-2007, sempre su Italia 1.

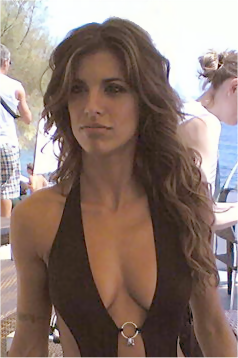
Elisabetta Canalis nel 2008

Nel 2007 è pure ospite fissa del programma tv della Gialappa's Band Mai dire Martedì, su Italia 1; inoltre, conduce il Festivalbar 2007, insieme a Giulio Golia ed Enrico Silvestrin sulla stessa rete. Nello stesso anno partecipa come ospite a sorpresa a Buona la prima!, programma tv di Ale e Franz basata sull'improvvisazione, sempre su Italia 1. Nel 2008 partecipa al cine-panettone La fidanzata di papà, con Massimo Boldi e Simona Ventura. Sempre nel 2008 è co-conduttrice con Gene Gnocchi del programma tv di Rai 2 Artù. 

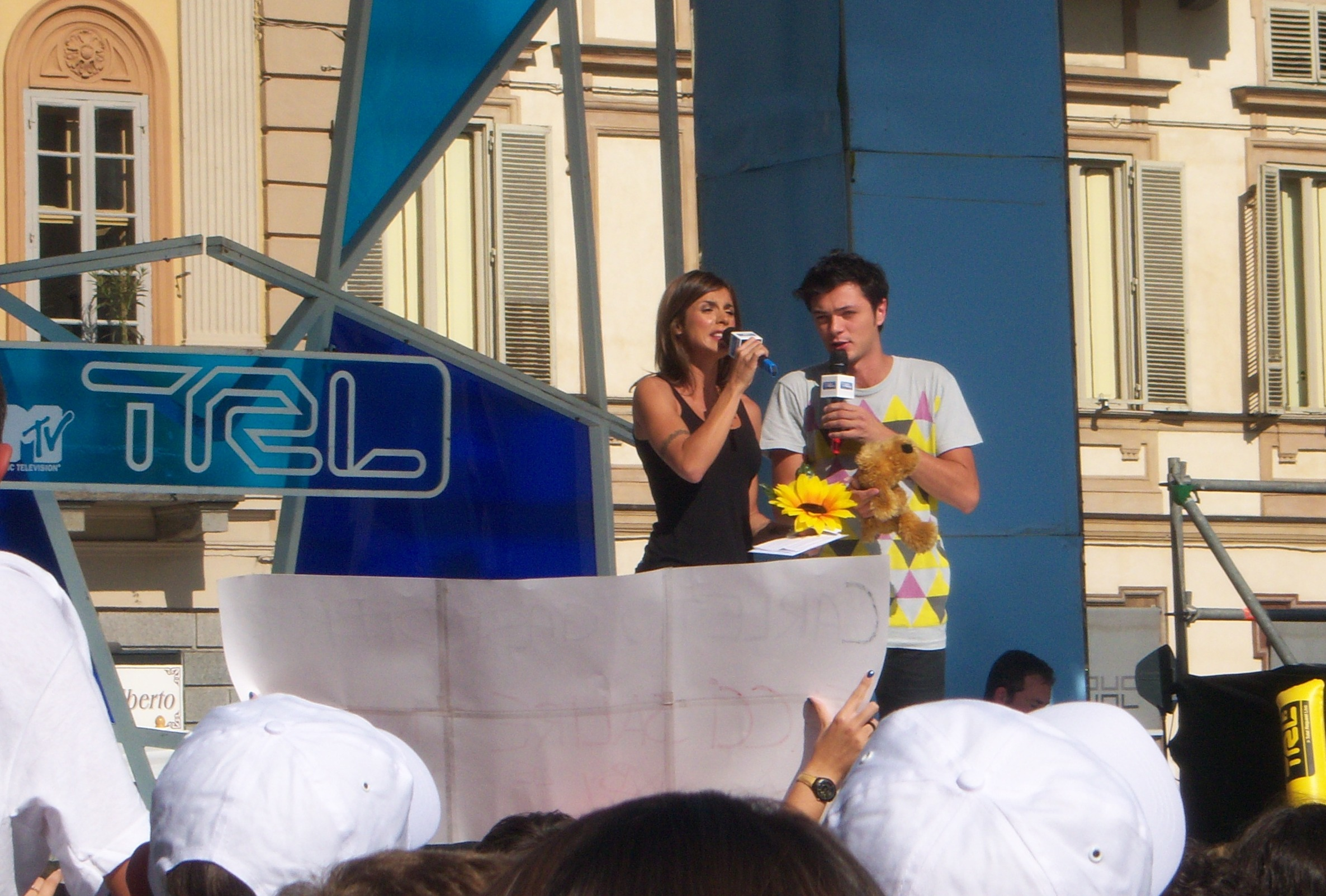
Da sinistra: Elisabetta Canalis e Carlo Pastore durante una puntata di Total Request Live (2009)

Nel 2009 comincia a lavorare per la rete MTV italiana, affiancando il vj Carlo Pastore nella conduzione dello show quotidiano Total Request Live, in sostituzione di Elena Santarelli. In coppia con il medesimo conduttore, il 16 maggio 2009, presenta gli MTV TRL Awards 2009, in Piazza Unità d'Italia a Trieste. Nel 2010, in pieno boom mediatico grazie al flirt con George Clooney, ha un ruolo secondario in cinque episodi della serie televisiva statunitense Leverage - Consulenze illegali. Sempre nel 2010 la Canalis è tra gli attori che recitano nel cine-panettone A Natale mi sposo. Nello stesso anno viene accusata di aver fatto uso di cocaina nel locale Hollywood di Milano, di cui è stata anche testimonial.
Nel 2011 affianca Gianni Morandi, insieme a Belén Rodríguez, Luca Bizzarri e Paolo Kessisoglu, nella conduzione del Festival di Sanremo, quindi su Rai 1, dove è criticata, con la collega, per la scarsa abilità nella conduzione ed esecuzione di spettacolini. A maggio, posa completamente nuda nella campagna di PETA, l'associazione in difesa dei diritti degli animali. In seguito, posa nel giugno dello stesso anno per un servizio fotografico all'interno della versione spagnola di Vogue, e a settembre per Harper's Bazaar, nella versione araba. Partecipa anche al programma tv di Canale 5 La notte degli chef, condotto da Alfonso Signorini in prima serata. Nell'autunno del 2011 è nel cast della tredicesima edizione Dancing with the Stars, la versione USA di Ballando con le stelle, dove viene eliminata durante la seconda settimana. 
Il 14 e 15 febbraio 2012 ritorna come valletta, insieme a Belén Rodríguez, al Festival di Sanremo, su Rai 1, in sostituzione della primadonna Ivana Mrázová, bloccata da una cervicalgia. Nel dicembre 2013, all'ultimo momento, viene inserita nel cast dello spin-off su Italia 1 del programma tv Zelig, che conduce insieme a Katia Follesa e Davide Paniate. Il 10 marzo 2015 viene eletta "Goodwill Ambassador" ("Ambasciatrice Ufficiale") di UNICEF Italia.
Torna a condurre da settembre 2021 su TV8 con il programma tv Vite da copertina - Tutta la verità su.... Il 19 ottobre dello stesso anno conduce anche una puntata del programma tv di Italia 1 Le Iene, insieme a Nicola Savino. Già testimonial dell'acqua e del thè San Benedetto, presta il volto alla campagna promozionale della regione Liguria al Festival di Sanremo 2022, su Rai 1. Nel 2022 il programma che conduce su TV8, Vite da copertina - Tutta la verità su..., viene chiuso per bassi ascolti. Più in là sperimenta l’esperienza del format di DAZN Kick & Crumb. Nel 2024 è co-conduttrice del programma tv GialappaShow su Sky Italia col mago Forest, e fa ritorno al cinema con una parte nel film Come far litigare mamma e papà.

## Vita privata
Nei primi anni 2000 ha avuto una relazione col calciatore Christian Vieri e nel 2008 ha una relazione con Reginaldo. Dal luglio 2009 al giugno 2011 è stata fidanzata con l'attore statunitense George Clooney. Nell'estate del 2013 ha avuto una breve relazione con l'attore comico Maccio Capatonda.
Dal 2014 al 2023 è stata sposata con il chirurgo statunitense Brian Perri; il matrimonio ha avuto luogo ad Alghero. Con Perri ha avuto una figlia, Skyler Eva, nata il 29 settembre 2015 a Los Angeles, dove risiedevano.

## Filmografia

### Cinema
- Deuce Bigalow - Puttano in saldo (Deuce Bigalow: European Gigolo), regia di Mike Bigelow (2005)
- Natale a New York, regia di Neri Parenti (2006)
- Decameron Pie (Virgin Territory), regia di David Leland (2007)
- La seconda volta non si scorda mai, regia di Francesco Ranieri Martinotti (2008)
- La fidanzata di papà, regia di Enrico Oldoini (2008)
- A Natale mi sposo, regia di Paolo Costella (2010)
- Come far litigare mamma e papà, regia di Gianluca Ansanelli (2024)

### Televisione
- Carabinieri – serie TV, 6 episodi (2004-2005)
- Love Bugs – serie TV (2005)
- Buona la prima! – serie TV, 1 episodio (2007)
- Medici miei – serie TV (2008)
- Così fan tutte – serie TV (2009)
- Fratelli Benvenuti – serie TV, 6 puntate (2010)
- Leverage - Consulenze illegali (Leverage) – serie TV, 5 episodi (2010)
- Party On – serie TV, episodio 1x05 (2014)
- Lugner am Opernball – serie TV (2015)
- L'isola di Pietro – serie TV (2018)

### Videoclip
- Convivendo di Biagio Antonacci (2004)

## Programmi TV

### Italia
- Striscia la notizia (Canale 5, 1999-2002, 2005)[15]
- Controcampo (Italia 1, 2002-2007)
- Stelle a quattro zampe (Canale 5, 2002)
- Mai dire Martedì (Italia 1, 2002, 2007) opinionista
- Ciro presenta Visitors (Italia 1, 2003)
- Superciro (Italia 1, 2003)
- Le Iene (Italia 1, 2004, 2021)
- Festivalbar (Italia 1, 2007)
- Trofeo Birra Moretti (Canale 5, 2008)
- Artù (Rai 2, 2008)
- Total Request Live (MTV, 2009)
- MTV TRL Awards (MTV, 2009)
- Festival di Sanremo (Rai 1, 2011)
- La notte degli chef (Canale 5, 2011) concorrente
- Zelig 1 (Italia 1, 2013-2014)
- Le spose di Costantino (Rai 2, 2018)
- Sanremo Young (Rai 1, 2018) giurata
- Vite da copertina - Tutta la verità su... (TV8, 2021-2022)
- Kick & Crumb (DAZN, 2022-2023)
- GialappaShow (TV8, 2024)
- Tilt-Tieni il tempo( Italia 1, 2024)

### Estero
- Dancing with the Stars (ABC, 2011) concorrente
- Austria's Next Topmodel (PULS4, 2013) giurata